# Тиронс, Улдис
Улдис Тиронс — латышский журналист, философ, режиссёр-документалист. Главный редактор журнала «Rīgas Laiks».

## Биография
В 1990-е годы Тиронс со своими друзьями организовал в Латвии выездную философскую школу, куда неоднократно приезжал Александр Пятигорский.
В 2005 году Улдис Тиронс в соавторстве снял документальный фильм о Пятигорском «Философ, который сбежал».
Живёт и работает в Риге.

## Фильмы Улдиса Тиронса
- 2005 — «Философ, который сбежал»[2]
- 2021 — «За год до войны»